# Upplupen ränta
Upplupen ränta är en ränta som beräknats med ledning av belopp, räntesats och den tid för vilken beräkningen gjorts.
Den kan antingen vara en tillgång såsom vid intjänad ränta (intäktsränta) eller en skuld vid kredit (kostnadsränta).
Om räntan betalas i förskott - vilket är ovanligt - kan den aldrig vara upplupen. Räntan är då förutbetald.